# Municipio de Santa María Sola
El municipio de Santa María Sola es un municipio perteneciente al distrito de Sola de Vega, en la parte sur del estado de Oaxaca. Con una altura de 1,460 metros sobre el nivel del mar.

## Geografía
Limita al norte con el municipio de San Ildefonso Sola, y al sur, oeste y este con Villa Sola de Vega. Cuenta con una extensión de 52.45 km². Sus principales cerros son la Cumbre de los Magueyes, la Rosa y Cueva Negra. Por su territorio pasan el río Grande y el río Santa Rosa Matagallinas.

## Flora y fauna
Se puede encontrar una gran variedad de flores silvestres tales como el acahual, la azucena, el geranio y el gallardete. Entre sus plantas comestibles se hallan el epazote, el cilantro, el quintonil y el perejil. También se encuentran árboles como el pino, encino, enebro, huaje y fresno.
La fauna que se puede encontrar en el municipio son venado, zorra, ardilla, conejo, lagartijas; algunos insectos como avispas y abejones; y aves como la chachalaca, el cenzontle y el jilguero.

## Demografía
Santa María Sola cuenta con 1,524 habitantes, de acuerdo al censo del Instituto Nacional de Geografía y Estadística de 2010. El tamaño promedio del hogar es de cuatro integrantes. Cuenta con 11 escuelas de educación básica y media superior, y el grado promedio de escolaridad de su población es de cinco años.

## Historia
Santa María Sola tenía anteriormente el nombre de Tepanaltepec (tierra de panales) perteneciente al distrito de Zimatlán de Álvarez. A principio de los años 1910-1915, esto cambió y pasó a formar parte del Distrito de Sola de Vega.
En el año de 1920, surgió una disputa por tierras con la agencia de San Juan Sola y el municipio de Sola de Vega, misma que sigue vigente. En el año 1970, por resolución presidencial, el municipio perdió la mayor parte de su territorio; en este mismo año se introduce la energía eléctrica y se construye el camino de terracería que comunica al Distrito de Sola de Vega.

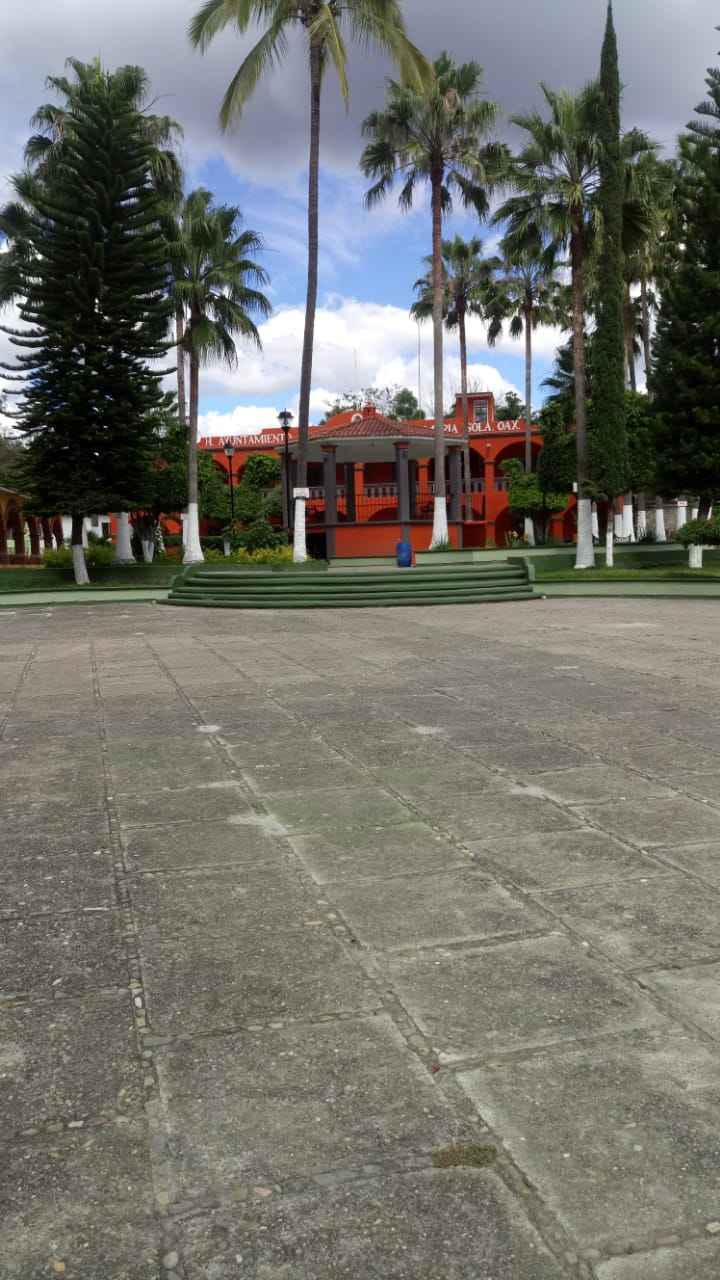
Santa María Sola

## Fiestas
La fiesta patronal se celebra del día 5 al 23 de agosto. El día 5 inicia la novena de la festividad, con cultos y rosarios por la tarde, acompañado por alguna banda de viento, de la población. Los rosarios terminan el día 13 de agosto. Ese mismo día se lleva a cabo la celebración del tradicional convite, que consiste en el recorrido por las principales calles de la población: las niñas, señoras o señoritas portan canastas adornadas con flores o cohetes; las niñas llevan banderitas hechas con listón: cada bandera porta un verso, las cuales se reparten junto con la colación y el agua a todos los que asisten a este evento. En este acto también se le da de comer a todas las personas que asisten: personas del pueblo, o de pueblos vecinos y autoridades que son invitadas. Este recorrido empieza de la casa del mayordomo –si es que hay– y si no de la casa de gastos del comité de festejos y culmina al llegar a la iglesia, entre las 5 o 6 de la tarde.
A partir de las 9 de la noche, se da inicio con la tradicional calenda, donde amenizan tres o cuatro bandas del pueblo. Se comienza en el corredor del palacio municipal, donde duran las bandas tocando unas dos horas mientras sale el recorrido por las calles principales. A partir de las 11 de la noche, se inicia el recorrido en la puerta de la iglesia. Para comenzar, se queman las canastas de cohetes que participaron en el convite y se inicia con el jarabe de la rosa, un baile tradicional solteco.
En este momento, también el sacristán mayor hace entrega de la marmota –un globo gigante con estructura de carrizo– al síndico municipal, el cual se encarga de cuidarla junto con los jefes, tenientes y policías municipales; esta debe ser entregada de igual manera sin ningún daño. El recorrido de la calenda consiste en que aproximadamente cada 60 metros, las bandas se detiene a tocar por lo menos tres canciones cada una; es ahí donde las personas bailan las chilenas.
La marmota es un elemento que nunca debe faltar en una calenda: la bailan los hombres y es muy peleada en el pueblo. El que llegue a tirarla o a causarle algún daño, recibe una sanción por parte del síndico municipal. De igual manera, el síndico debe estar presente de inicio al final del evento, sino se le castiga con un día de cárcel y su respectiva multa. La calenda culmina al llegar nuevamente a la iglesia a las 8 de la mañana: cuando la calenda entra a la iglesia, comienza la misa de vísperas, y la banda y personas que amanecieron en ella van a almorzar a la casa de gastos.
El 14 de agosto, el comité o algunos grupos de la comunidad se organizan para hacer una cabalgata, carreras de caballos, pelea de gallos, entre otros. También se organiza una degustación de mezcal. A partir de las 8 de la noche se lleva a cabo la quema del castillo con juegos pirotécnicos.
El 15 de agosto es el día de la festividad, se lleva a cabo la solemne celebración eucarística en honor a la Patrona María Virgen. Esta celebración se lleva a cabo a las 12:00 horas. Este día también se organizan algunos eventos deportivos, incluyendo la pelota mixteca. Por la noche se organiza el baile chilenero, que es totalmente gratuito. Del 16 al 18 de agosto se organiza un jaripeo.
Los días 22 y 23 de agosto se lleva a cabo la octava de la festividad, con la procesión de la sagrada imagen de la Virgen. Esta procesión solo se da dentro de la Iglesia. El 23 se da por terminada la festividad con otro jaripeo y un baile popular gratuito.
Otra festividad que se celebra es en honor a la Virgen de los Remedios. Se lleva a cabo a partir del día 22 de agosto, día que comienzan los rosarios de novena, que terminan el 30 de agosto. Esta fiesta sigue las mismas actividades de la fiesta patronal, salvo que se le resta un día de jaripeo. Esta festividad termina el 2 de septiembre.

## Gastronomía
La comida típica de Santa María Sola es el mole negro, el mole rojo, los tamales de mole, el cerdo a la zapoteca; además de bebidas como el tejate, el tepache, el aguardiente, el chocolate sin embargo su bebida principal y original es  el mezcal.